# ベレーナ・ベンテレ
ベレーナ・ベンテレ（Verena Bentele, 1982年2月28日-）は、ドイツの元パラノルディックスキー（バイアスロン、クロスカントリースキー）選手（視覚障害、B1クラス）。2018年5月からはドイツの社会政治擁護団体（Sozialverband VdK）の理事長を務めている。

## 人物
バイエルン州リンダウに生まれ、バーデン＝ヴュルテンベルク州ボーデンゼー郡のテトナングで育つ。兄のマイケルと共に先天盲である
。
盲学校在学中にノルディックスキーを始める。なお、兄のマイケルはトリノパラリンピック、ソルトレークシティパラリンピックに参加している。
ルートヴィヒ・マクシミリアン大学ミュンヘンにおいて現代ドイツ文学を専攻し（副専攻として言語学と教育学）、2011年に修士号を取得した。
2011年11月に選手からの引退を発表した。引退後はコーチとしてのトレーニングを受けた。
2013年にはキリマンジャロに登頂した。その際、近隣のメルー山に視覚障害者として初めて登頂した。

## 競技成績
1998年に16歳で長野パラリンピックに出場すると、バイアスロンで金メダル、クロスカントリースキーで銀メダル2つと銅メダル1つを獲得した。その後、2002年のソルトレークシティパラリンピックでは金メダル4つを、2006年のトリノパラリンピックでは金メダル2つと銅メダル1つを獲得した。
2009年のドイツ選手権では、ガイドの間違った指示によって溝に落ちる事故に遭い、膝・指・肝臓・腎臓を負傷する大怪我を負った。しかし、わずか1年後の2010年に行われたバンクーバーパラリンピックでは、5種目で金メダルを獲得する活躍を見せた。

## 政治・社会活動
2010年6月には、バーデン＝ヴュルテンベルク州の社会民主党（SPD）からの推薦で連邦大統領を決める第14回連邦会議の選挙人となった。2012年3月に行われた第15回連邦会議、2017年2月に行われた第16回連邦会議にも同党からの推薦で選挙人として参加した。2012年にはSPDに参加した。
2014年1月には第3次メルケル内閣のアンドレア・ナーレス労働・社会大臣により障害者問題に関する連邦政府委員に任命され、2018年まで務めた。
2014年3月にはミュンヘン市議会議員選挙にSPDから立候補して当選したが、先の連邦政府委員の負担を理由に辞任した。
2017年からドイツ体育大学ケルンの大学評議会のメンバーである。
2007年から社会政治擁護団体（Sozialverband VdK）のメンバーであり、2015年からバイエルンの地域委員会のメンバーを務めた。2018年5月にはウルリケ・マッシャーの後任として理事長に就任した。

## 受賞等
- ジルバーネス・ロールベアブラット（2010年）
- バンビスポーツ部門（2010年）
- ミュンヘン市の金の名誉リング（Goldener Ehrenring der Stadt München）（2010年）
- テトナング市名誉市民（2010年）
- バーデン・ヴュルテンベルク州のメリット勲章（2010年）
- ローレウス世界スポーツ賞年間最優秀障害者選手賞（2011年2月）[13]
- 国際パラリンピック委員会の年間最優秀女性アスリート（2011年12月）[5]
- パラリンピック殿堂入り（2014年）
- ベンデレが出演した「驚異の映像図鑑～触覚～」（制作：南西ドイツ放送）は、2007年に日本賞の青少年番組部門の優秀賞を受賞している[14]。